# Bank of Italy (amerikansk bank)
Bank of Italy var en amerikansk bank som bildades den 17 oktober 1904 av Amadeo Giannini och var i början en bank som gjorde affärer med de lägre samhällsklasserna i det amerikanska samhället på grund av att de blev ignorerade av de andra existerande bankerna. Banken blev snabbt framgångsrik och Giannini fick se tillgångarna öka med 7 872%, från $8 780 till $700 000 (Det motsvarade $13,5 miljoner i 2002 års dollarkurs.) på bara ett år.
Direkt efter den stora jordbävningen 1906 var Giannini snabb att flytta bankens tillgångar medan de andra bankerna reagerade för sent och var tvungna att hålla stängt i flera veckor efter katastrofen på grund av skade- och brandriskerna, medan Giannini och Bank of Italy kunde fortsätta att låna ut till efterarbetet efter jordbävningen. Mellan 1909 och 1923 fusionerades ett antal Los Angeles-baserade banker med varandra och 1923 etablerades Bank of America, Los Angeles av advokaten och affärsmannen Orra E. Monnette och fem år senare blev han kontaktad av Giannini om ett förslag att slå ihop Bank of America, Los Angeles med Bank of Italy. De båda två var överens om att banken borde heta enbart Bank of America, för att representera kunder i samtliga amerikanska delstater. Monnette hade något som Giannini ville åt och det var det lyckade arbetet med att centralisera bankverksamheten och den lukrativa marknaden i Los Angeles County. Giannini blev styrelseordförande och Monnette blev vice styrelseordförande och president.